# آی اوکاوا
آی اوکاوا (انگلیسی: Ai Okawa؛ زادهٔ ۱۷ ژوئیهٔ ۱۹۹۳) خواننده، مدل (شخص)، شخصیت‌های تلویزیونی در ژاپن، و بازیگر اهل ژاپن است.